# José Manuel García Landa
Pour les articles homonymes, voir José Manuel García et García.
José Manuel García Landa, est un joueur international argentin de rink hockey.

## Palmarès
En 2015, il participe au championnat du monde de rink hockey en France.